# Hans-Dietrich von Tiesenhausen
Hans-Diedrich Freiherr von Tiesenhausen (Riga, 22 de febrero de 1913 - Vancouver, 17 de agosto de 2000) fue un alemán étnico que sirvió con la Kriegsmarine durante la Segunda Guerra Mundial. Navegó en los submarinos U-23 y U-93 hasta recibir el mando del U-331. Su mayor éxito comandando este último fue el hundimiento el 25 de noviembre de 1941 del HMS Barham, acorazado británico de 31.100 toneladas. El U-331 resultaría a su vez hundido en mayo de 1943, y von Tiesenhausen hecho prisionero.

## Condecoraciones
- Dienstauszeichnung de cuarta clase (Medalla por 4 años de servicio en la Wehrmacht) el 8 de abril de 1938[1]
- Die Medaille zur Erinnerung an die Heimkehr des Memellandes 22. März 1939 (Medalla conmemorativa del retorno a la patria de los territorios de Memel) el 25 de junio de 1940[2]
- Die Medaille zur Erinnerung an den 1. Oktober 1938 (Medalla conmemorativa del 1º de octubre de 1938,por la anexión de los Sudetes) el 6 de septiembre de 1940[2]
- Cruz de Hierro (1939)
  - Segunda Clase (30 de enero de 1940)[2]
  - Primera Clase (7 de diciembre de 1941)[2]
- Medaglia di bronzo al Valore Militare (noviembre der 1941)[2]
- Medaglia d'Argento al Valor Militare (25 de marzo de 1942)[2]
- U-Boot-Kriegsabzeichen (26 de febrero de 1942)[2]
- Ritterkreuz des Eisernen Kreuzes (27 de enero de 1942)
- Mencionado en dos ocasiones en el Wehrmachtsbericht, el 26 de noviembre de 1941 y el 27 de enero de 1942

## Buques atacados
| Fecha                   | Submarino | Buque             | Nacionalidad   | Tonelaje | Resultado |
| ----------------------- | --------- | ----------------- | -------------- | -------- | --------- |
| 10 de octubre de 1941   | U-331     | HMS TLC-18 (A 18) | Británica      | 372      | dañado    |
| 25 de noviembre de 1941 | U-331     | HMS Barham        | Británica      | 31.100   | hundido   |
| 9 de noviembre de 1942  | U-331     | USS Leedstown     | Estadounidense | 9.135    | hundido   |